# Neue Berner Zeitung
Die Neue Berner Zeitung war eine Schweizer Tageszeitung aus dem Kanton Bern, die von 1919 bis 1973 erschien.
Die Neue Berner Zeitung wurde am 25. August 1919 als Presseorgan der Bernischen Bauern- und Bürgerpartei gegründet. Ab 1921 erschien die Zeitung als offizielles Organ der Bauern-, Gewerbe- und Bürgerpartei. Von 1934 bis 1936 führte sie den Untertitel Nationale Volkspartei der Schweiz. Am 31. Januar 1973 wurde die Zeitung bei einer Auflage von etwa 6500 Exemplaren wegen grosser Defizite eingestellt.
Die Neue Berner Zeitung ist Teil der Geschichte der Espace Media.